# Satyrus phaedra
Satyrus phaedra är en fjärilsart som beskrevs av Carl von Linné 1764. Satyrus phaedra ingår i släktet Satyrus och familjen praktfjärilar. Inga underarter finns listade.